# Камаево (Мордовия)
Камаево — село в Ичалковском районе Мордовии. Входит в состав Ладского сельского поселения.

## География
Расположено на речке Иссере, в 35 км от районного центра и 13 км от железнодорожной станции Атьма.

## История
Название-антропоним: от дохристианского имени Камай. В «Книге сбора пошлин с мордовских кереметей и мольбищ Саранского уезда за 1704 год» сообщается, что в Камаеве было 146 жителей. Село упоминается и в «Справке Починковской поташной конторы… на 1734 год», из которой следует, что там проживали ясачные крестьяне: русские и мордва. По данным 1913 г., в селе было 210 дворов (1188 чел.); 1930 г. — 243 двора (1312 чел.). В 1931 году был создан колхоз «Начало», позднее — им. Ленина, «Победа». В современном селе — культурно-спортивный комплекс (школа, клуб, спортзал, библиотека), магазин, медпункт, отделение связи. В 5 км от Камаева — колодец из 3 родников (Новоявленная троеручица Божьей Матери).

## Население
| 2002 | 2010 |
| ---- | ---- |
| 185  | ↘149 |

Национальный состав
Согласно результатам переписи 2002 года, в национальной структуре населения русские составляли 60 %, мордва − 32 %

## Источник
- Энциклопедия Мордовия, А. А. Ксенофонтова.